# Reşadiye
Reşadiye là một huyện thuộc tỉnh Tokat, Thổ Nhĩ Kỳ. Huyện có diện tích 1246 km² và dân số thời điểm năm 2007 là 40319 người, mật độ 32 người/km².